# Peptidoglikán
A peptidoglikán, más néven murein cukrokból és aminosavakból álló polimer, ami a baktériumok sejtmembránján kívül hálószerű peptidoglikánréteget alkot, amely a legtöbb baktériumra (Bacteria domén)
:66–67 jellemző. A cukorkomponens felváltva áll β-(1,4)-kötött N-acetilglükózaminból (NAG) és N-acetilmuraminsavból (NAM). Az N-acetilmuraminsavhoz három-öt aminosavból álló peptidlánc kapcsolódik. A peptidlánc egy másik szál peptidláncával keresztkötéseket alkothat, így létrehozva a térhálós szerkezetet. A peptidoglikán a baktérium sejtfalának szerkezetében fontos szerepet játszik: megerősíti azt, és a sejtplazma ozmózisnyomását ellensúlyozza. A peptidoglikán a baktériumsejtek osztódásában is szerepet játszik. Ez az ismétlődő kapcsolódás sűrű peptidoglikán-réteget eredményez, ami fontos a sejt alakjának megőrzéséhez és a magas ozmózisnyomásnak való ellenálláshoz, és folyamatosan cserélődik a peptidoglikán-termelődés révén. A peptidoglikán-hidrolízis és -szintézis két folyamat, amelyek a sejtnövekedéshez és -osztódáshoz szükségesek, amely a meglévő anyag felosztásából, az új anyag beillesztéséből és a meglévő anyag új anyaghoz való kötéséből álló folyamat.
A peptidoglikán-réteg sokkal vastagabb Gram-pozitív baktériumokban (20-80 nm), mint a Gram-negatívakban (7-8 nm). A pH-értéktől függően a peptidoglikán a sejtfal száraz tömegének 40-90%-át alkotja Gram-pozitív baktériumokban, de csak mintegy 10%-át Gram-negatívakban. Így a peptidoglikán magas szintje alapján megállapítható, hogy a baktérium Gram-pozitív. A Gram-pozitív törzsekben fontos szerepet játszik a csatolásban és a szerotípusok elkülönítéséhez. Mind Gram-pozitív, mind Gram-negatív baktériumok esetén áthaladhatnak a peptidoglikánon kb. 2 nm-es részecskék.

## Szerkezet

Peptidoglikán

A baktérium sejtfalának peptidoglikán-rétege egy két aminocukorból (N-acetilglükózaminból (GlcNAc vagy NAGA) és N-acetilmuraminsavból (MurNAc vagy NAGA)) álló réteg. A cukrokat β-(1,4)-glikozidos kötés köti össze. A MurNAc rövid (4–5 tagú) aminosavlánchoz csatlakozik, mely l-alanint, 
d-glutaminsavat, mezo-diaminopimelinsavat és 
d-alanint tartalmaz a Gram-negatív Escherichia coli esetén, illetve l-alanint, 
d-glutamint, l-lizint és 
d-alanint tartalmaz a tetrapeptidek közti 5 glicines híddal a Gram-pozitív Staphylococcus aureus esetén.
Az aminosavak közti keresztkötéseket a különböző lineáris aminocukorláncokban a DD-transzpeptidáz hozza létre, erős, rideg térszerkezetet eredményezve. Az aminosav-sorozat és molekuláris szerkezet fajról fajra változik.

A peptidoglikán szerkezete. NAG = N-acetilglükózamin (más néven GlcNAc vagy NAGA), NAM = N-acetilmuraminsav (más néven MurNAC vagy NAMA).
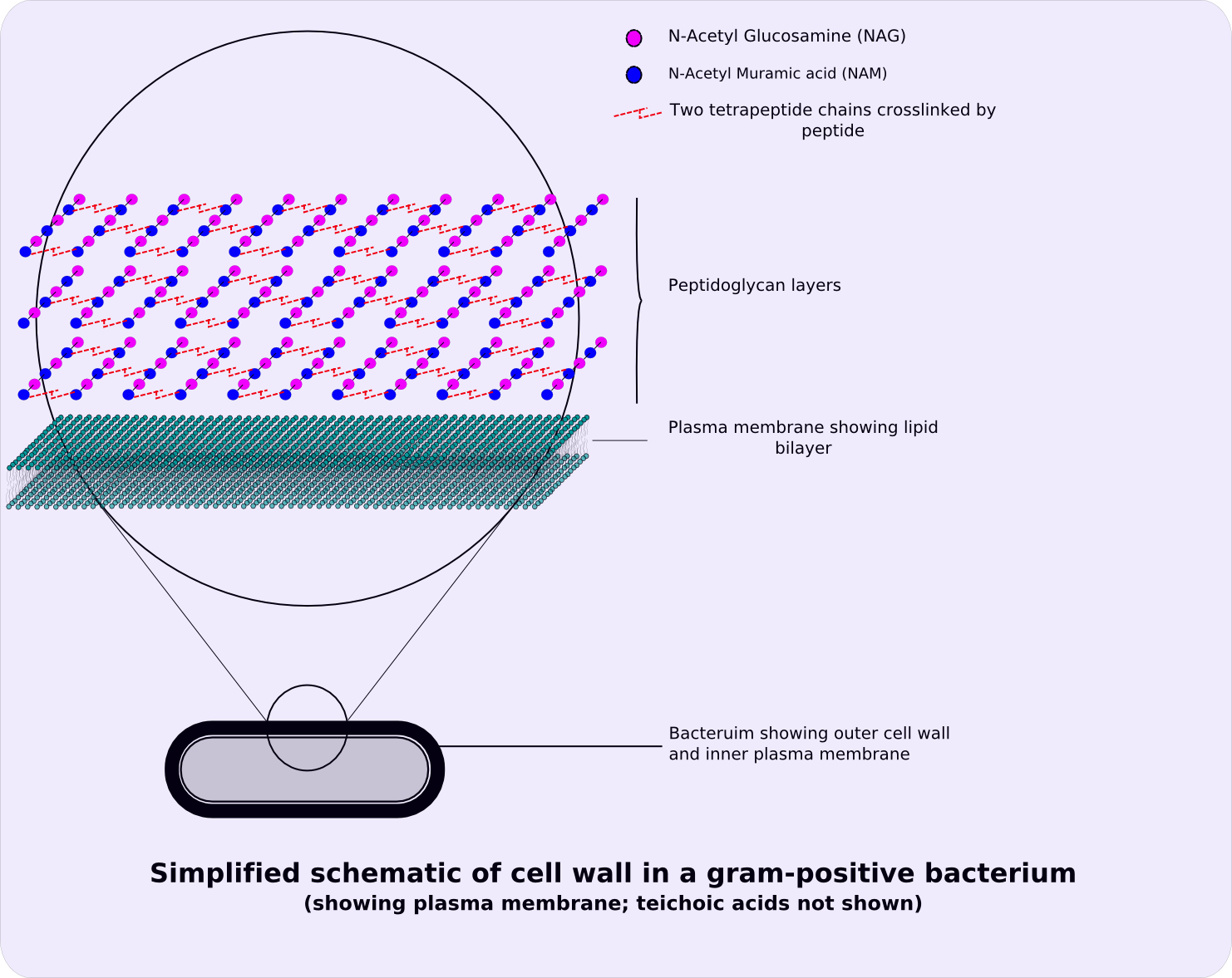
Gram-pozitív sejtfal
A penicillinkötő protein keresztkötéseket alkot az újonnan létrejött baktériumsejtfallal.

A membrán elzárásával a peptidoglikán megvédi a sejtet turgornyomása okozta lízisétől. A sejtfal alakját megőrzi növekedésekor, mivel a frissen hozzáadott anyag félgömb alakú fallá válik az utódsejtekben.
A peptidoglikán típusairól és taxonómiai következményeikről beszámoltak K. H. Schleiferék.

## Bioszintézis
A peptidoglikán monomerei a citoszolban szintetizálódnak, majd egy szállítómembránhoz, a baktoprenolhoz kapcsolódnak. A baktoprenol a sejtmembránon keresztül szállítja a monomereket, ahol a meglévő peptidoglikánhoz kapcsolódnak.
1. A peptidoglikán szintézisének első lépésében a glutamin aminocsoportot ad át a fruktóz-6-foszfátnak.[13] Ez a reakció, melyet az EC 2.6.1.16 (GlmS) katalizál, a fruktóz-6-foszfátot glükózamin-6-foszfáttá alakítja.
2. A második lépésben egy acetilcsoport kerül át az acetil-CoA-ról a glükózamin-6-foszfát aminocsoportjára, így N-acetil-glükózamin-6-foszfát keletkezik.[14]
3. A harmadik lépésben az N-acetil-glükózamin-6-foszfát izomerizálódik, így az átalakul N-acetil-glükózamin-1-foszfáttá.[14]
4. A negyedik lépésben az N-acetil-glükózamin-1-foszfát az UTP-hez kötődik. Az uridin-trifoszfát energiaforrásként is tud működni. Ebben a reakcióban egy szervetlen pirofoszfát eltávozik, helyére a monofoszfát kerül, így keletkezik az UDP-N-acetil-glükózamin (2,4) (ha UDP az energiaforrás, szervetlen foszfát távozik). E kezdeti szakasz során keletkezik az NAG prekurzora a peptidoglikánban.
5. Az ötödik lépésben néhány UDP-N-acetil-glükózamin (UDP-GlcNAc) átalakul UDP-MurNAc-vá (UDP-N-acetilmuraminsav) egy laktilcsoport hozzáadásával a glükózaminhoz. Szintén e reakcióban a C3-hidroxilcsoport eltávolít egy foszfátot a foszfoenolpiruvát α-szénatomjáról. Ez egy enolszármazékot hoz létre.
6. Az enol laktil-molekularészletté alakul a hatodik lépésben.[14]
7. A hetedik lépésben az UDP–MurNAc UDP-MurNAc-pentapeptiddé alakul 5 aminosav hozzáadásával, jellemzően a

d-alanil-
d-alanin dipeptid felhasználásával. Minden ilyen reakció ATP-t igényel. Ezt nevezik az első szakasznak.
A második szakasz a citoplazmatikus membránban történik. Ez a membránon belül van, ahol a baktoprenol peptidoglikán-prekurzorokat szállít a sejtmembránon keresztül
1. Az undekaprenil-foszfát megtámadja az UDP-MurNAc pentát, a PP-MurNac pentát, egy lipidet (lipid I) létrehozva.
2. Az UDP-GlcNAc ezután a MurNAC-hoz kerül, így egy diszacharid keletkezik, a Lipid-PP-MurNAc penta-GlcNAc (lipid II), ami szintén a peptidoglikán prekurzora.[14]
3. A lipid II-t a flippáz (MurJ) szállítja, melyet 2014-ben fedeztek fel.[15] Ekkor a glikánlánchoz adja hozzá a peptidoglikán-glikoziltranszferáz (GTáz, EC 2.4.1.129). Ez a folyamat a transzglikoziláció. Ekkor A GlcNAc hidroxilcsoportja a glikán MurNAc-jához kötődik, amely a lipid-PP-t eltávolítja a glikánláncról.[14]
4. Végül a DD-transzpeptidáz (TPáz, EC 3.4.16.4) keresztkötéseket hoz létre a glikánláncok közt. E fehérje ismert még penicillinkötő fehérjeként is. Néhány változata glikoziltranszferázként is működik, míg mások külön enzimnek hagyják ezt.[13]

## Immunrendszer általi felismerése
A peptidoglikán-felismerés az evolúció során állandó folyamat. Az egyes baktériumfajok esetén a szerkezet hasonló, de bizonyos eltérések növelhetik a diverzitást. Ezek közé tartozik a cukorpolimerek hosszának, szerkezetének eltérése, a keresztkötések eltérése vagy az aminosavak változása (főképp a 3. helyen). Ezek célja a sejtfal tulajdonságainak megváltozása, mely fontos szerepet játszik a patogenezisben.
A peptidoglikánokat számos enzim (például lizozim, glükózaminidáz, endopeptidáz) képes lebontani, immunstimuláló töredékeket (más néven muropeptideket) létrehozva,amik fontosak a gazda–patogén interakció létrehozásában, ilyen például az MDP (muramil-dipeptid, NAG (N-acetilglükózamin vagy az iE-DAP (γ-
d-glutamil-mezo-diaminopimelinsav).
A bélbaktériumok peptidoglikánja fiziológiás körülmények közt is áthalad a bélfalon. A peptidoglikánok és töredékeik áthaladása lehet közvetlen (hordozófüggetlen) és közvetett (hordozófüggő), illetve baktériummediált (szekréciós rendszerek, membránvezikulum-forgalom) vagy gazdasejtmediált (receptormediált, peptidtranszporterek). A bakteriális szekréciós rendszerek a virulenciafaktorok a baktérium sejthártyáján keresztül a külső környezetbe történő szállítására fehérjekomplexek. Az intracelluláris bakteriális patogének az eukarióta sejteket támadják (ami fagolizoszóma-keletkezéshez vagy autofágiához vezethet, vagy a baktériumokat bekebelezik a fagociták (makrofágok, monociták, neutrofilek. A baktériumtartalmú fagoszóma egyesülhet endoszómákkal vagy lizoszómákkal, így a baktérium lebomlik, és peptidoglikán-töredékek és muropeptidek keletkeznek.

### Receptorok
Az immunrendszer érzékeli a megmaradt peptidoglikánt és peptidoglikán-töredékeket PRR-ekkel (mintafelismerő receptorok), amik kiválasztódnak, sejten belül vagy a sejtfelszínen fejeződnek ki.

#### Peptidoglikán-felismerő fehérjék
A PGLYRP-k állandóak a rovaroktól az emlősökig. Az emlősök 4 oldékony peptidoglikán-felismerő fehérjét (PGLYRP-1, PGLYRP-2, PGLYRP-3, PGLYRP-4) választanak ki, amik felismerik a muramil-penta- vagy tetrapeptidet. Ezek lipopoliszacharidokhoz és más molekulákhoz is kötődhetnek a peptidoglikán-kötő helyen kívüli kötőhelyeken. A peptidoglikán felismerése után a PGLYRP-k aktiválják a polifenol-oxidázokat (PPO), a Toll- vagy az immunhiány- (IMD) jelző útvonalakat. Ez antimikrobiális peptidek (AMP) termeléséhez vezet.
Minden emlős PGLYRP-je egyedi kifejeződési mintázattal rendelkezik. A PGLYRP-1 jellemzően a neutrofilek és eozinofilek granuláiban fejeződik ki. A PGLYRP-3 és 4 fehérjéket többek közt a bőr, a verejtékmirigyek, a szemek és a bélrendszer fejezik ki. A PGLYRP-1, 3 és 4 diszulfidkötött homo- és heterodimereket alkotva fejtik ki baktericid hatásukat. A baktériumsejtfal peptidoglikánjaival való kötés a baktérium sejthalálát okozhatja a különböző bakteriális transzkripciós szabályzófehérjékre való hatása miatt. A PGLYRP-k segíthetik a baktérium elölését más PRR-ekkel való együttműködéssel, így javítva a baktériumok fagociták általi felismerését.
A PGLYRP-2-t elsősorban a máj fejezi ki és választja ki a vérkeringésbe. Ezenkívül kifejeződhet a bőr keratinocitáiban, valamint a száj és a belek epitélsejtjeiben. Szemben a többi PGLYRP-vel, a PGLYRP-2 nem rendelkezik közvetlen baktericid aktivitással. Peptidoglikán-amidázként működik, hidrolizálja a laktil-amid kötést a MurNAc és a peptidoglikán alappeptidjének 1. aminosava közt. Feltételezések szerint a PGLYRP-2 célja a túlzott immunválasz, a gyulladás okozta szövetkárosodás megakadályozása a NOD2 ligandumokra, mivel e muropeptideket már nem ismeri fel a NOD2 a peptid és a MurNAc szétválasztása után. Sok tanulmány szerint a peptidoglikán-felismerő fehérjecsalád tagjai fontosak a bél epitélsejtjeinek toleranciájában a kommenzalista baktériumok felé. Kimutatták, hogy a PGLYRP-2 és -4 kifejeződése befolyásolhatja a bélbaktériumok összetételét.
2020-ban felfedezték, hogy a PGLYRP-ket és a NOD-típusú receptorokat és peptidoglikán-transzportereket a fejlődő egéragy nagymértékben kifejezi. A PGLYRP-2-t számos agyi rész neuronjai kifejezik, például a prefrontális kéreg, a hippokampusz és a kisagy, így lehetnek közvetlen hatásai a peptidoglikánnak a neuronokra. A PGLYRP-2-t ezenkívül a kisgyermekek nagyagya is kifejezi, de a legtöbb érett kérgi szövet nem. A PGLYRP-1-et is kifejezi az agy, ez azonban felnőttkorban is kifejeződik.

#### NOD-típusú receptorok
A peptidoglikán egyik legismertebb receptorai a NOD-típusú receptorok (NLR-ek), ezen belül főképp a NOD1 és a NOD2. A NOD1 receptor iE-DAP (γ-
d-glutamil-mezo-diaminopimelinsav) kötésekor aktiválódik, míg a NOD2 az MDP-t ismeri fel az LRR doménekkel. Az aktiváció önoligomerizációhoz vezet, ami két jelzősorozat aktivációjához vezet. Az egyik az NF-κB-t aktiválja a RIP2-n, TAK1-en és IKK-n keresztül, a másik a MAPK-sorozatot indítja el. Ezen útvonalak aktivációja citokin- és kemokintermelést okoz.
A NOD1-et számos sejttípus kifejezi, például a mieloid fagociták, az epitél- és az idegsejtek. A NOD2-t a monociták, makrofágok, bélepitél-, Paneth-, dendrites, csontsejtek, oszteoblasztok, keratinociták és más epitélsejttípusok fejezik ki. Citoszolszenzorokként a NOD1-nek és NOD2-nek vagy citoszolba lépő baktériumokat kell észlelnie, vagy a peptidoglikánnak kell a citoszolba lépő töredékekre bomlania, amik a szenzorok működésbe lépését előidézik.
2020-ban kimutatták, hogy az NLRP3-at a NOD1-től és NOD2-től független mechanizmussal aktiválja a peptidoglikán. A makrofágokban a peptidoglikán bomlásából képződő N-acetilglükózaminról kimutatták, hogy gátolja a hexokinázaktivitást, és annak felszabadítását okozza a mitokondrium membránján át, és hogy segíti az NLRP3 inflammaszóma aktiválását egy megnövekedett mitokondriális membránpermeabilitás okozta mechanizmus révén.
Az NLRP1-et is citoplazmatikus peptidoglikánszenzornak tekintik. Érzékeli az MDP-t és IL-1-szekréciót erősít a NOD2-höz kötődve.

#### C-típusúlektin-receptorok (CLR-ek)
A C-típusú lektinek nagyrészt Ca2+-függő fehérjék, melyek számos szénhidráthoz kötődnek, beleértve a peptidoglikán glikánvázát), és nem specifikus immunreceptorokként funkcionálnak. A peptidoglikánhoz kötődő CLR-ek közé tartoznak az MBL (mannózkötő lektin), a fikolinok, a Reg3A (regenerációsgén-családbeli fehérje 3A) és a PTCLec1. Az emlősökben ők indítják be a komplementsorozat lektinútvonalát.

#### Toll-típusú receptorok
A TLR-ek funkciója a közvetlen peptidoglikán-felismerésben vitatott. Egyes tanulmányok szerint a peptidoglikánt a TLR2 érzékeli. De ezt okozhatják a sejtfali lipoproteinek és lipoteichoinsavak, amik gyakran együtt választódnak ki a peptidoglikánnal. Ezenkívül a peptidoglikán szerkezetének eltérései is okozhatják az eltérő eredményeket.

## Vakcinaként vagy adjuvánsként
A peptidoglikán immunológiailag aktív, ami az immunsejteket megnövekedett citokinexpresszióra és az antitestfüggő specifikus immunválasz segítésére sarkallhatja vakcinával együtt vagy adjuvánsként. A peptidoglikán alapegységét, az MDP-t használták eredetileg a Freund-adjuváns aktív komponenseként. A Staphylococcus aureus peptidoglikánját egereket védő vakcinaként használva kimutatták, hogy a vakcinainjekció után 40 hétig megnövekedett a S. aureus halálos dózisa.

## Inhibíció és bontás
Néhány antibiotikum, például a penicillin hat a peptidoglikán-termelésre a penicillinkötő fehérjékhez vagy DD-transzpeptidázokhoz kötődve, amelyek a peptidoglikánban az oligopeptidek közti kötéseket létrehozzák. Egy baktérium kettéhasadással való szaporodásához több mint egymillió peptidoglikán-alegységnek (NAM-NAG+oligopeptid) kell kapcsolódnia a meglévő egységekhez. A transzpeptidázkódoló gének antibiotikummal való csökkent kölcsönhatást okozó mutációi fontos okai az antibiotikum-rezisztencia megjelenésének.
A muraimicinek a foszfo-N-acetilmuramoil-pentapeptid-transzlokázt (MraY) UDP-MurNAc-pentapeptiddel (UM5A) kompetitíven gátolják.
A peptidoglikán-szintézis más lépései is megcélozhatók. A bacitracin például a C55-izoprenil-pirofoszfát-felhasználást célozza. A lantibiotikumok, amik közé a nizin is tartozik, a lipid II-t támadják.
A könnyekben található lizozim, a nem specifikus immunrendszer része antibakteriális hatását a β-(1,4)-glikozidos kötések felszakításával éri el (lásd fentebb). A lizozim sokkal hatékonyabb a Gram-pozitív baktériumokban, ahol a peptidoglikán sejtfal szabad, mint a negatívakban, ahol azt lipopoliszacharid veszi körül. Néhány peptidoglikán-módosulat lizozim-rezisztenciát okozhat. A baktériumok bomlékonyságát befolyásolhatja az antibiotikumoknak való kitettség is. A kitett baktériumok rövidebb cukrokat tartalmazó peptidoglikánt állítanak elő, kevés keresztkötéssel, amit könnyebben bont a lizozim.

## Pszeudopeptidoglikán
Az archeák nem rendelkeznek peptidoglikánnal, helyettük egyes fajaik sejtjei körül pszeudopeptidoglikán (más néven pszeudomurein) található, ahol a szénhidrátok β-(1,3)-kötött N-acetilglükózamin és N-acetiltaloszaminuronsav. Ez a sejtfalaikat ellenállóvá teszi a lizozimmel szemben.

## Fordítás
Ez a szócikk részben vagy egészben  a   Peptidoglycan című angol Wikipédia-szócikk ezen változatának fordításán alapul.  Az eredeti cikk szerkesztőit annak laptörténete sorolja fel. Ez a jelzés csupán a megfogalmazás eredetét és a szerzői jogokat jelzi, nem szolgál a cikkben szereplő információk forrásmegjelöléseként.